# Thomas F. Bayard
Thomas Francis Bayard (Wilmington, 29 de outubro de 1828 – Dedham, 28 de setembro de 1898) foi um advogado, político e diplomata norte-americano. Como membro do Partido Democrata, serviu três mandatos como Senador dos Estados Unidos pelo estado de Delaware e tentou três vezes conseguir a nomeação de seu partido para concorrer a presidência dos Estados Unidos. Bayard começou em 1885 seu mandato de quatro anos como Secretário de Estado na primeira presidência de Grover Cleveland. Depois de ficar quatro anos longe da vida pública, ele voltou para o cenário diplomático como embaixador no Reino Unido em 1893.
Bayard nasceu em uma família proeminente, aprendendo sobre política com seu pai James A. Bayard, Jr., que também foi senador. Em 1869, foi eleito senador para substituir o pai aposentado. Um Democrata da Paz durante a Guerra de Secessão, ele passou seus primeiros anos no senado em oposição às políticas Republicanas, especialmente a Reconstrução dos antigos estados Confederados. Seu conservadorismo estendia para questões financeiras, ficando conhecido como grande defensor do padrão-ouro a oponente do papel moeda e cunhagem de prata, que acreditava causar a inflação. Seu conservadorismo político o fez popular no sul e com interesses financeiros no oeste, porém nunca ficou popular o suficiente para conseguir a nomeação Democrata para a presidência, que tentou em 1876, 1880 e 1884.
O presidente Grover Cleveland nomeou Bayard em 1885 para Secretário de Estado. Ele trabalhou com o presidente para promover o comércio norte-americano no Pacífico, evitando a aquisição de colônias enquanto boa parte do povo pedia por elas. Tentou aumentar a cooperação com o Reino Unido trabalhando para resolver disputas sobre os direitos de pesca e caça nas águas perto da fronteira canadense. Como embaixador, Bayard continuou a lutar por uma amizade anglo-americana. Isso levou a uma briga com um de seus sucessores no Departamento de Estado, Richard Olney, quando o secretário e o presidente Cleveland exigiram manobras diplomáticas mais agressivas na Crise da Venezuela de 1895. Seu período como embaixador terminou em 1897 e ele morreu no ano seguinte.